# تور آبی
تور آبی (به انگلیسی: The Blue Veil) نام فیلم درامی است که در سال ۱۹۵۱ به کارگردانی کرتیس برنهارت ساخته شد. داستان فیلم روایت زندگی زنی است که پس از جنگ جهانی اول، وقت خود را به مراقبت و پرستاری از کودکان دیگر خانواده ها اختصاص داده است. 
جین وایمن موفق شد به‌خاطر بازی در این فیلم برای دریافت جایزه اسکار بهترین بازیگر نقش اول زن نامزد شود. همچنین جوان بلوندل نامزدِ دریافت جایزه اسکار بهترین بازیگر نقش مکمل زن شد.